# アドマイヤキッス
アドマイヤキッス（Admire Kiss、2003年2月8日 - 2008年3月4日）は、日本の競走馬。主な勝ち鞍は2006年のローズステークス、チューリップ賞、愛知杯、2008年の京都牝馬ステークス。

## 戦績

### 2歳・3歳時代
2005年7月10日に阪神競馬場の新馬戦でデビューするが、直線が塞がる不利もあり2着に敗れる。続く未勝利戦ではハナ差の2着、中1週で臨んだ未勝利戦を5馬身差で優勝して初勝利を挙げ、休養に入る。
年が明け2006年、初めて鞍上に武豊を迎え3月のチューリップ賞に挑む。半年振りの実戦、1勝馬の身での格上挑戦であったがテイエムプリキュアに次ぐ2番人気に支持され勝利。これにより次走の桜花賞では1番人気に支持されるが、キストゥヘヴンの2着に終わる。続く優駿牝馬（オークス）では再び1番人気に推されたが、カワカミプリンセスを差し切れず4着に終わった。
秋のGI戦線に向けての初戦はローズステークス。シェルズレイが後続を大きく引き離して逃げたが、最後は追い込んで勝利を収めた。そして桜花賞、オークスに続いて1番人気に推された秋華賞では牝馬三冠競走の最後の1冠を目指してのレースとなったが最後の直線で伸びきれず4着に敗れ、続くエリザベス女王杯でも6着と敗れた（このレースは1着入線のカワカミプリンセスが斜行により降着となったため、5着に繰り上がっている）。
年内最終戦となった愛知杯ではトップハンデを背負いつつも、1番人気に推される。レースでは道中4番手を追走すると直線抜け出し人気に応え優勝し、3つ目の重賞を獲得した。なお鞍上の武は愛知杯初勝利であった。

### 古馬時代
年が明け、古馬となった4歳シーズンは追い込んでは届かずのレースが続き、7戦して最高着順は府中牝馬ステークスと連覇を狙った愛知杯の3着が最高という成績だった。さらに、アドマイヤオーラの問題も有り武豊が鞍上から降ろされてしまう。しかし2008年初戦の京都牝馬ステークスで差し切り勝ちを収め、1年2ヶ月振りに重賞4勝目をあげた。なお、この勝利はサンデーサイレンス産駒のJRA通算2700勝、安藤勝己のJRA通算800勝と記念の勝利であった。
その後ヴィクトリアマイルに向けての調教が積まれていたが、2月27日に右第3中手骨の骨折が判明。手術が行われ無事に成功したが3月4日に静養中の栗東トレーニングセンターの自馬房にて疝痛を発症し、苦痛で暴れた際に患部に新たな開放骨折を発症。予後不良と診断され、安楽死の処置がとられた。その1週間後、栗東トレーニングセンターでファンを招待した「お別れ会」が催され、関係者とファン合わせて約100人が出席した。

## エピソード
美しい顔立ちと穏やかな性格で多くの競馬ファン及び関係者に愛された。武豊は、「美人の中の美人というのは彼女のこと。そのうえ性格も素直で、しかも走るという3拍子も4拍子も揃った女の子でした。もし彼女が人間の女の子だったら、きっと男の子たちが長い行列を作ったはずです。」と、松田博資は「嫁にするならこういうタイプ。美人で気立てが良くて、優しくて。キャンターの走りなんか見ていてほれぼれするほど優雅。それでいて稼いでくれるんだから。言うことないわ」と語っている。

## 競走成績
| 年月日 | 年月日 | 年月日 | 競馬場 | 競走名             | 格     | 頭 数 | 枠 番 | 馬 番 | オッズ （人気） | 着順 | 騎手     | 斤 量 | 距離（馬場）  | タイム （上り3F） | タイム 差 | 勝ち馬/（2着馬）       |
| 2005   | 7.     | 10     | 阪神   | 2歳新馬            |        | 16    | 2     | 3     | 01.40（1人）    | 2着  | 福永祐一 | 54    | 芝1600m（稍） | 1:38.9（35.5）    | -0.1      | ダイアモンドヘッド     |
|        | 8.     | 20     | 札幌   | 2歳未勝利          |        | 11    | 6     | 8     | 01.30（1人）    | 2着  | 福永祐一 | 54    | 芝1800m（良） | 1:50.3（37.3）    | -0.0      | マナーハウス           |
|        | 9.     | 4      | 札幌   | 2歳未勝利          |        | 14    | 8     | 13    | 01.20（1人）    | 1着  | 横山典弘 | 54    | 芝1800m（良） | 1:50.6（36.6）    | -0.8      | （マイネルスパークル） |
| 2006   | 3.     | 4      | 阪神   | チューリップ賞     | GIII   | 16    | 7     | 14    | 03.80（2人）    | 1着  | 武豊     | 54    | 芝1600m（良） | 1:36.5（35.6）    | -0.0      | （シェルズレイ）       |
|        | 4.     | 9      | 阪神   | 桜花賞             | GI     | 18    | 4     | 8     | 02.40（1人）    | 2着  | 武豊     | 55    | 芝1600m（良） | 1:34.7（35.3）    | -0.1      | キストゥヘヴン         |
|        | 5.     | 21     | 東京   | 優駿牝馬           | GI     | 18    | 7     | 13    | 03.00（1人）    | 4着  | 武豊     | 55    | 芝2400m（良） | 2:26.6（35.5）    | -0.4      | カワカミプリンセス     |
|        | 9.     | 17     | 中京   | ローズS            | GII    | 17    | 7     | 13    | 02.60（1人）    | 1着  | 武豊     | 54    | 芝2000m（良） | 1:58.2（34.5）    | -0.1      | （シェルズレイ）       |
|        | 10.    | 15     | 京都   | 秋華賞             | GI     | 18    | 5     | 9     | 02.60（1人）    | 4着  | 武豊     | 55    | 芝2000m（良） | 1:58.6（34.4）    | -0.4      | カワカミプリンセス     |
|        | 11.    | 12     | 京都   | エリザベス女王杯   | GI     | 15    | 2     | 3     | 08.30（3人）    | 5着  | 武豊     | 54    | 芝2200m（良） | 2:12.0（35.6）    | -0.4      | フサイチパンドラ       |
|        | 12.    | 16     | 中京   | 愛知杯             | GIII   | 15    | 8     | 14    | 01.90（1人）    | 1着  | 武豊     | 56    | 芝2000m（良） | 1:58.6（34.8）    | -0.2      | （コスモマーベラス）   |
| 2007   | 4.     | 14     | 阪神   | マイラーズC        | GII    | 15    | 4     | 7     | 07.70（4人）    | 4着  | 武豊     | 55    | 芝1600m（良） | 1:32.9（33.5）    | -0.7      | コンゴウリキシオー     |
|        | 5.     | 13     | 東京   | ヴィクトリアマイル | JpnI   | 18    | 7     | 14    | 09.70（3人）    | 7着  | 武豊     | 55    | 芝1600m（良） | 1:32.8（33.4）    | -0.3      | コイウタ               |
|        | 6.     | 3      | 東京   | 安田記念           | GI     | 18    | 2     | 3     | 44.9（15人）    | 4着  | 川田将雅 | 56    | 芝1600m（良） | 1:32.7（34.4）    | -0.4      | ダイワメジャー         |
|        | 8.     | 12     | 札幌   | クイーンS          | JpnIII | 12    | 5     | 5     | 02.90（1人）    | 4着  | 川田将雅 | 55    | 芝1800m（良） | 1:47.0（34.4）    | -0.3      | アサヒライジング       |
|        | 10.    | 14     | 東京   | 府中牝馬S          | GIII   | 16    | 1     | 1     | 04.20（2人）    | 3着  | 岩田康誠 | 55    | 芝1800m（良） | 1:45.8（33.8）    | -0.4      | デアリングハート       |
|        | 11.    | 11     | 京都   | エリザベス女王杯   | GI     | 14    | 4     | 6     | 18.40（7人）    | 5着  | 岩田康誠 | 56    | 芝2200m（良） | 2:12.5（34.0）    | -0.6      | ダイワスカーレット     |
|        | 12.    | 15     | 中京   | 愛知杯             | GIII   | 16    | 2     | 4     | 03.70（1人）    | 3着  | 安藤勝己 | 57    | 芝2000m（良） | 1:59.0（34.2）    | -0.1      | ディアデラノビア       |
| 2008   | 2.     | 3      | 京都   | 京都牝馬S          | GIII   | 14    | 3     | 3     | 03.40（2人）    | 1着  | 安藤勝己 | 57    | 芝1600m（重） | 1:36.0（34.6）    | -0.1      | （ザレマ）             |

## 血統表
| アドマイヤキッスの血統（サンデーサイレンス系／Northern Dancer 5×4=9.38%） | アドマイヤキッスの血統（サンデーサイレンス系／Northern Dancer 5×4=9.38%） | アドマイヤキッスの血統（サンデーサイレンス系／Northern Dancer 5×4=9.38%） | （血統表の出典）    | （血統表の出典） |
| 父 * サンデーサイレンス Sunday Silence 1986 青鹿毛                        | 父の父Halo 1969 黒鹿毛                                                    | Hail to Reason                                                            | Turn-to             | Turn-to          |
| 父 * サンデーサイレンス Sunday Silence 1986 青鹿毛                        | 父の父Halo 1969 黒鹿毛                                                    | Hail to Reason                                                            | Nothirdchance       |                  |
| 父 * サンデーサイレンス Sunday Silence 1986 青鹿毛                        | 父の父Halo 1969 黒鹿毛                                                    | Cosmah                                                                    | Cosmic Bomb         | Cosmic Bomb      |
| 父 * サンデーサイレンス Sunday Silence 1986 青鹿毛                        | 父の父Halo 1969 黒鹿毛                                                    | Cosmah                                                                    | Almahmoud           |                  |
| 父 * サンデーサイレンス Sunday Silence 1986 青鹿毛                        | 父の母Wishing Well 1975 鹿毛                                              | Understanding                                                             | Promised Land       | Promised Land    |
| 父 * サンデーサイレンス Sunday Silence 1986 青鹿毛                        | 父の母Wishing Well 1975 鹿毛                                              | Understanding                                                             | Pretty Ways         |                  |
| 父 * サンデーサイレンス Sunday Silence 1986 青鹿毛                        | 父の母Wishing Well 1975 鹿毛                                              | Mountain Flower                                                           | Montparnasse        | Montparnasse     |
| 父 * サンデーサイレンス Sunday Silence 1986 青鹿毛                        | 父の母Wishing Well 1975 鹿毛                                              | Mountain Flower                                                           | Edelweiss           |                  |
| 母 キッスパシオン 1993 栗毛                                               | 母の父* ジェイドロバリー 1987 黒鹿毛                                      | Mr.Prospector                                                             | Raise a Native      | Raise a Native   |
| 母 キッスパシオン 1993 栗毛                                               | 母の父* ジェイドロバリー 1987 黒鹿毛                                      | Mr.Prospector                                                             | Gold Digger         |                  |
| 母 キッスパシオン 1993 栗毛                                               | 母の父* ジェイドロバリー 1987 黒鹿毛                                      | Number                                                                    | Nijinsky II         | Nijinsky II      |
| 母 キッスパシオン 1993 栗毛                                               | 母の父* ジェイドロバリー 1987 黒鹿毛                                      | Number                                                                    | Special             |                  |
| 母 キッスパシオン 1993 栗毛                                               | 母の母* レッツキス 1982 黒鹿毛                                            | Lyphard                                                                   | Northern Dancer     | Northern Dancer  |
| 母 キッスパシオン 1993 栗毛                                               | 母の母* レッツキス 1982 黒鹿毛                                            | Lyphard                                                                   | Goofed              |                  |
| 母 キッスパシオン 1993 栗毛                                               | 母の母* レッツキス 1982 黒鹿毛                                            | Limoya                                                                    | Riva Ridge          | Riva Ridge       |
| 母 キッスパシオン 1993 栗毛                                               | 母の母* レッツキス 1982 黒鹿毛                                            | Limoya                                                                    | Peronelle F-No.20-a |                  |

- 半弟に2013年・2016年新潟大賞典優勝馬パッションダンス（父ディープインパクト）がいる。
- 従兄弟に2009年東京スプリント勝ち馬のゼンノパルテノンがいる。